# نوراجوجومي
نوراجوجومي، (بالإنجليزية: Noragugume)‏، هي بلدية، في مقاطعة نوورو في إقليم سردينيا الإيطالي، وتقع على بعد حوالي 110 كيلومترات (68 ميل) شمال كالياري وحوالي 35 كم (22 ميل) غرب نوورو.

## السكان
في سنة 1861 بلغ عدد السكان 603 نسمة، وتطور العدد ليصل في سنة 2011 لـ 338 نسمة.
يظهر هذا المخطط البياني تطور النمو السكاني لـ نوراجوجومي